# Accidente del Puente Tinguiririca de 2006
El accidente del Puente Tinguiririca, fue un accidente de tránsito ocurrido la madrugada del 17 de mayo de 2006, ocasión en la que un bus de la empresa Tur Bus, que cubría el trayecto Villa Alemana – Talcahuano, se volcó en el puente carretero del Río Tinguiririca de la Ruta 5 Sur al sur de San Fernando Región de O'Higgins, dejando un saldo de 26 víctimas fatales y más de una veintena de heridos. Esta tragedia ha sido la de mayor cantidad de fallecidos  de un medio de transporte terrestre de pasajeros, solo comparada con el Accidente ferroviario de Queronque de 1986.

## La máquina
La máquina era un bus Mercedes Benz OH-1628L de carrocería brasileña Marcopolo, modelo Andare Class 1000, año 2005, servicio Clásico.

## Antecedentes
El bus salió a las 21:30 desde Villa Alemana, pasando por ciudades como Quilpué, Viña del Mar y Valparaíso para luego continuar su ruta a Talcahuano, Región del Biobío. El bus era conducido por Manuel Fierro Oñate, en su interior llevaba 51 pasajeros, un segundo conductor de relevo y el asistente.

## El accidente

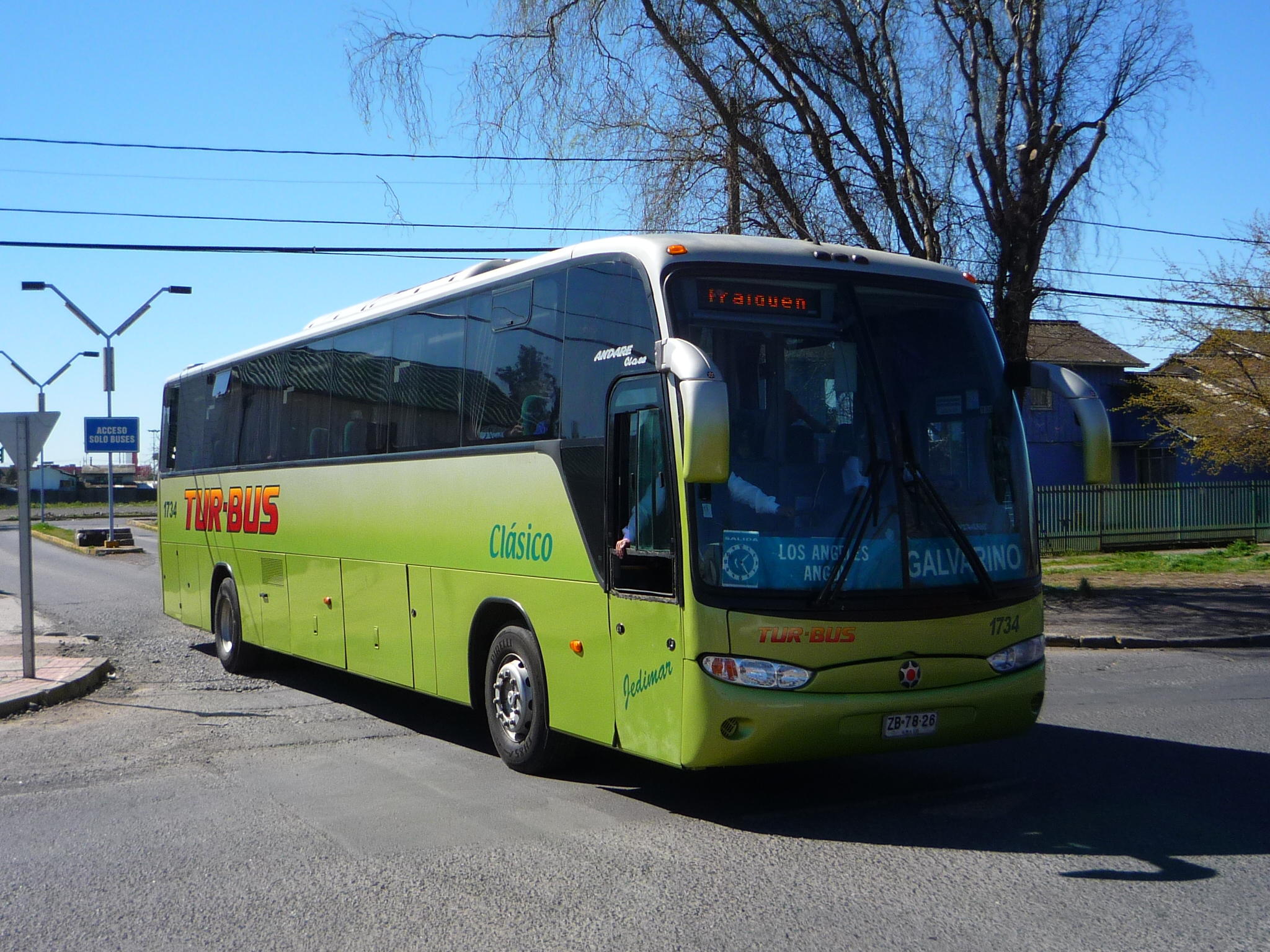
Mercedes Benz OH-1628 Marcopolo Andare Class 1000, Máquina similar a la Accidentada.

Siendo casi la 01:45 de la madrugada, al pasar el puente del Río Tinguiririca, el bus pierde el control, eso sumado al mal estado de las barreras de contención del puente hicieron que el bus se volcara dando una vuelta de campana quedando con el chasis hacia arriba lo que hizo que muchos pasajeros murieran asfixiados al ser aplastados por la máquina y también ahogados por las aguas correntosas del Río Tinguiririca. En forma milagrosa, salvó ileso el segundo conductor quien venía descansando en la litera  ubicada a ras de chasis. El saldo fue de 26 muertos entre ellos el conductor titular de la máquina. En el rescate colaboraron más de 150 bomberos de la región, carabineros y efectivos militares del regimiento Colchagua. 

## Causas
La principal causa de este accidente fue el exceso de jornada laboral de conductor Manuel Fierro, quien llevaba casi dos semanas sin descanso, lo que provocó que se quedara dormido al volante perdiendo el control de la máquina, esta marcaba 105 km/h al momento del accidente. Con este hecho quedó en la palestra el exceso de jornada laboral de los conductores de la empresa involucrada.

## Responsabilidades legales

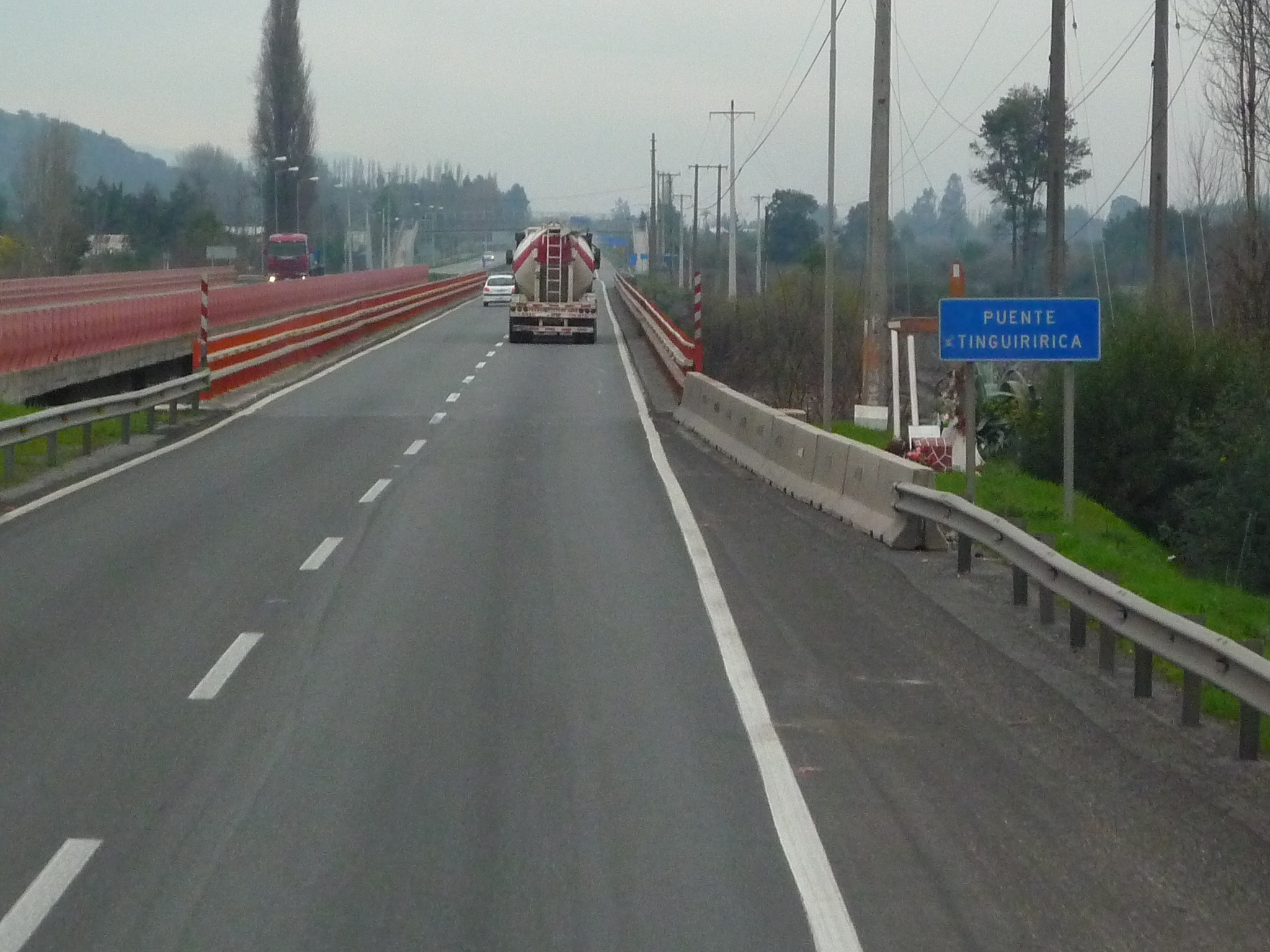
Animita que recuerda la tragedia, al inicio del puente carretero del Río Tinguiririca.

La fiscalía de San Fernando formalizó a 3 directivos de Tur Bus por cuasidelito de homicidio. En 2007 se llegó a una salida alternativa siendo sobreseídos los tres ejecutivos y mejorando las indemnizaciones a las familias de las víctimas.